# Karl Jäger (Politiker, 1916)
Karl Jäger (* 12. Januar 1916 in Stralsund; † 20. Februar 1989 in Berlin) war ein deutscher Politiker (SPD).
Karl Jäger besuchte eine Volksschule und machte anschließend eine Lehre als Tischler. Von 1937 bis 1945 war er Soldat in der Wehrmacht, am Ende des Zweiten Weltkriegs geriet er in britische Kriegsgefangenschaft.
Nach dem Krieg wurde Jäger Tischler bei den Berliner Verkehrsbetrieben (BVG). 1949 trat er der SPD bei. Er wurde 1954 Betriebsrat und ab 1957 Vorsitzender des Personalrats bei der BVG. Bei der Berliner Wahl 1958 wurde er in die Bezirksverordnetenversammlung im Bezirk Neukölln gewählt. Im Dezember 1961 starb der damalige Innensenator Joachim Lipschitz, so dass Jäger in das Abgeordnetenhaus von Berlin nachrückte. 1963 schied er aus dem Parlament aus.